# Didakus von Alcalá

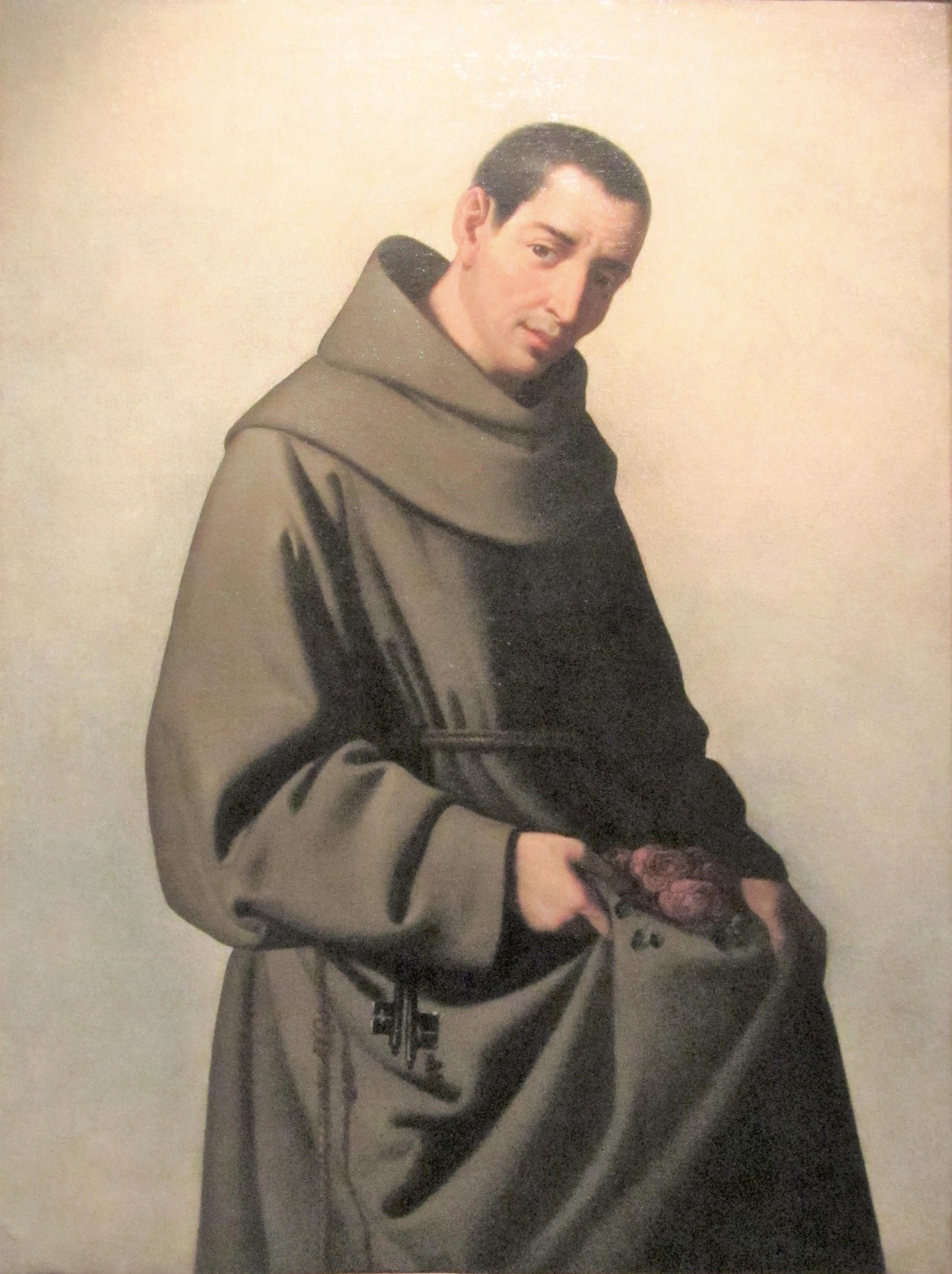
Francisco de Zurbarán – Didakus (ca. 1651)

Didakus von Alcalá (lateinisch Didacus Complutensis auch Didatus oder Didactus, spanisch San Diego de Alcalá oder San Diego de San Nicolás del Puerto; * 14. November 1400 (?) in San Nicolás del Puerto (Königreich Sevilla); † 12. November 1463 in Alcalá de Henares) war ein spanischer Laienbruder der Minoriten. Er wird in der römisch-katholischen Kirche als Heiliger verehrt. Sein Gedenktag ist der 13. November. Didakus ist unter anderem der Namenspate der Stadt San Diego in Kalifornien.

## Leben
Didakus’ Familie lebte in einfachen Verhältnissen. Er trat als Laienbruder im Kloster San Francisco de la Arruzafa in Córdoba in den Franziskaner-Minoriten-Orden ein und wurde im Jahr 1441 in das Kloster von Arrecife auf Lanzarote geschickt. Nach einiger Zeit wechselte er in das 1414 gegründete Franziskanerkloster San Buenaventura in Betancuria auf der Insel Fuerteventura. Dort wurde er, obwohl er Laienbruder war, zum Guardián des Klosters gewählt. Es ist sehr wahrscheinlich, dass er bei einem Aufenthalt auf der Insel Gran Canaria dort den Ureinwohnern gepredigt hat. Im Jahr 1450 hielt er sich in Rom auf. Als dort eine Epidemie ausbrach widmete er sich im Kloster Santa Maria in Aracoeli der Krankenpflege. Nach seiner Rückkehr nach Spanien lebte er in verschiedenen Klöstern. Ab dem Jahr 1456 wirkte er im Kloster Santa María de Jesús in Alcalá de Henares als Gärtner und Pförtner. Er starb am 12. November 1463 und wurde in der Kathedrale von Alcalá de Henares beigesetzt.

## Verehrung
Didakus’ unverwester Körper ist jedes Jahr am 13. November das Ziel vieler Pilger. Viele bedeutende Personen pilgerten zu seinem Grab, um für die Gesundheit von Angehörigen zu bitten. So auch König Philipp II., der dort im Jahr 1562 für die Heilung des Prinzen Carlos betete. Am 2. Juli 1588 fand auf Anregung König Philipps die Heiligsprechung Diegos durch Papst Sixtus V. statt.

## Darstellung
Didakus wird zumeist als Mönch mit einfacher franziskanischer Kutte dargestellt. In vielen Darstellungen hält er ein großes Kreuz in seinen Händen.